# Knut A. Jacobsen
Knut Axel Jacobsen est un historien des religions norvégien, né le 12 octobre 1956. Il est professeur à l'université de Bergen.

## Carrière
Jacobsen obtient un PhD à l'université de Californie à Santa Barbara en 1994 et devient professeur à l'université de Bergen en 1996. Ses domaines de recherche comprennent notamment le Sâmkhya, le Yoga, le pèlerinage en Asie du Sud et les religions et migrations d'Asie du Sud.
Il est rédacteur fondateur et rédacteur-en-chef du sixième volume de la Brill's Encyclopedia of Hinduism (2009–2015) et rédacteur-en-chef de la Brill’s Encyclopedia of Hinduism Online. Son enseignement porte notamment sur les traditions hindoues, le sikhisme, le jaïnisme, le bouddhisme indien et la philosophie indienne.
Jacobsen est membre de l'Académie norvégienne des sciences et des lettres. Il est l'auteur de plus de trente livres en norvégien et en anglais.

## Ouvrages
Parmi ses livres en anglais figurent :
- 1999 Prakṛti in Sāṃkhya-Yoga: Material Principle, Religious Experience, Ethical Implications. New York: Peter Lang
- 2004 South Asians in the diaspora: histories and religious traditions. (avec P. Pratap Kumar). Leiden: Brill.
- 2005 Theory and Practice of Yoga: Essays in Honour of Gerald James Larson. Leiden: Brill[4].
- 2008 Kapila: Founder of Sāṃkhya and Avatāra of Viṣṇu. New Delhi: Munshiram Manoharlal.
- 2008 South Asian Religions on Display: Religious Processions in South Asia and in the Diaspora. London: Routledge.
- 2008 South Asian Christian Diaspora: Invisible Diaspora in Europe and North America. (avec Selva J. Raj). Farnham: Ashgate.
- 2009 Modern Indian Culture and Society. 4 vols. London: Routledge.
- 2009 Brill's Encyclopedia of Hinduism. Volume One: Regions, Pilgrimage, Deities. Leiden: Brill 2009.
- 2010 Brill's Encyclopedia of Hinduism. Volume Two: Sacred Languages, Ritual Traditions, Arts, Concepts. Leiden: Brill.
- 2011 Sikhs in Europe: Migration, Identity and Transnational Practices. (avec Kristina Myrvold). Farnham: Ashgate.
- 2011 Brill's Encyclopedia of Hinduism. Volume Three: Society, Religious Professionals, Religious Communities, Philosophies. Leiden: Brill.
- 2012 Yoga Powers: Extraordinary Capacities Attained Through Meditation and Concentration. Leiden: Brill.
- 2012 Brill's Encyclopedia of Hinduism. Volume Four. Historical Perspectives, Poets/Teachers/Saints, Relation to Other Religions and Traditions, Hinduism and Contemporary Issues. Leiden: Brill.
- 2012 Sikhs Across Borders. (avec Kristina Myrvold). London: Bloomsbury.
- 2013 Pilgrimage in the Hindu Tradition: Salvific Space. Abingdon: Routledge.
- 2013 Brill's Encyclopedia of Hinduism. Volume Five: Symbolism, Diaspora, Modern Groups and Teachers. Leiden: Brill.
- 2015 Brill's Encyclopedia of Hinduism. Volume Six: Indices. Leiden: Brill.
- 2015 Objects of Worship in South Asian Religions (co-rédigé avec Mikael Aktor et Kristina Myrvold). Abingdon: Routledge[5].
- 2015 Young Sikhs in a Global World. (avec Kristina Myrvold). Farnham: Ashgate[6].
- 2016 Routledge Handbook of Contemporary India. Abingdon: Routledge[7].